# Dante Cittadini
Dante Cittadini (n. 2 octombrie 2001, San Pedro⁠(d), Buenos Aires, Argentina) este un iahtman ce a reprezentat Argentina. A participat la competiții asociate Jocurilor Olimpice în care a câștigat o medalie de aur.

## Participări
Lista de mai jos prezintă principalele competiții la care a participat Dante Cittadini de-a lungul carierei.
- Anexo:Vela en los Juegos Olímpicos de la Juventud de Buenos Aires 2018[*]